# Пливање на Летњим олимпијским играма 2024 — 100 м леђно за мушкарце
Трке на 100 метара леђним стилом за мушкарце на Летњим олимпијским играма 2024. одржале су се 28. јула (квалификације и полуфинале) и 29. јула (финале) на базену Дефанс арене у Паризу. Ова трка је тако по 26. пут била део званичног олимпијског програма од њеног званичног дебија на првим ЛОИ 1908. године. 
За трке у овој дисциплини било је пријављено 46 такмичара из 36 земаља.
Титулу олимпијског победника освојио је Италијан Томас Чекон, што је уједно и прва златна олимпијска медаља у историји за Италију у леђном пливању. Сребро је освојио Сју Ђају из Кине, док је бронзана медаља припала репрезентативцу Сједињених Држава Рајану Марфију.

## Освајачи медаља
|                   | Резултат |                | Резултат |                   | Резултат |
|                   |          |                |          |                   |          |
| Томас Чекон (ITA) | 52.00    | Сју Ђају (CHN) | 52.32    | Рајан Марфи (USA) | 52.39    |

## Званични рекорди
Пре почетка такмичења, званични рекорди у овој дисциплини су били следећи:
|                      | Име               | Резултат | Место                   | Датум            |
| -------------------- | ----------------- | -------- | ----------------------- | ---------------- |
| Светски рекорд СР    | Томас Чекон (ИТА) | 51.60    | Будимпешта (Мађарска)   | 20. јун 2022.    |
| Олимпијски рекорд ОР | Рајан Марфи (САД) | 51.85    | Рио де Жанеиро (Бразил) | 13. август 2016. |

## Квалификационе норме
Квалификациона норма за учешће у овој дисциплини износила је 53.74 и сви такмичари које су испливали трку у том времену на неком од званичних такмичења у периоду између 1. марта 2023. и 23. јуна 2024, стекли су право да учествују на Ирама у Паризу. У случају да довољан број пливача нема испливану квалификациону норму, следећи параметар је било селекционо време од 54.01. Свака од земаља је имала право да учествује са по максимално два такмичара по дисциплини, под условом да оба такмичара имају испливану квалификациону норму. Одређен број учесничких квота је попуњен на основу специјалних позивница земљама које немају квалификованих спортиста у пливању.

## Резултати квалификација
Квалификационе трке у дисциплини 100 метара леђно за мушкарце су пливане 28. јула у јутарњем делу програма, са почетком од 11.43 часова по локалном времену (UTC+2). У квалификацијама је учествовало 46 пливача из 36 земаља, пливало се у 6 квалификационих група, а директан пласман у полуфинале остварило је 16 пливача са најбољим резултатима.
| Пласман | Трка | Стаза | Пливач               | НОК                        | Резултат | Нап.  |
| ------- | ---- | ----- | -------------------- | -------------------------- | -------- | ----- |
| 1       | 5    | 2     | Хуберт Кош           | Мађарска                   | 52.78    | КВ НР |
| 2       | 5    | 6     | Питер Кеце           | Јужноафричка Република     | 52.90    | КВ    |
| 3       | 6    | 5     | Апостолос Христу     | Грчка                      | 52.95    | КВ    |
| 4       | 6    | 4     | Рајан Марфи          | Сједињене Америчке Државе  | 53.06    | КВ    |
| 5       | 4    | 6     | Ксавери Масјук       | Пољска                     | 53.08    | КВ    |
| 6       | 4    | 3     | Јоан Ндој Бруар      | Француска                  | 53.20    | КВ    |
| 6       | 5    | 4     | Сју Ђају             | Кина                       | 53.20    | КВ    |
| 8       | 5    | 3     | Евангелос Макријанис | Грчка                      | 53.24    | КВ    |
| 9       | 5    | 5     | Хантер Армстронг     | Сједињене Америчке Државе  | 53.34    | КВ    |
| 10      | 4    | 2     | Мирослав Кнедла      | Чешка                      | 53.41    | КВ    |
| 11      | 6    | 3     | Оливер Морган        | Уједињено Краљевство       | 53.44    | КВ    |
| 12      | 4    | 4     | Томас Чекон          | Италија                    | 53.45    | КВ    |
| 13      | 6    | 6     | Мевен Томак          | Француска                  | 53.51    | КВ    |
| 14      | 4    | 5     | Уго Гонзалез         | Шпанија                    | 53.68    | КВ    |
| 15      | 6    | 8     | Блејк Тирни          | Канада                     | 53.89    | КВ    |
| 16      | 6    | 2     | Џонатон Маршал       | Уједињено Краљевство       | 53.93    | КВ    |
| 17      | 6    | 7     | Роман Митјуков       | Швајцарска                 | 53.94    |       |
| 18      | 4    | 1     | Оле Брауншвајг       | Немачка                    | 53.95    |       |
| 19      | 5    | 7     | Адам Јасо            | Мађарска                   | 53.97    |       |
| 20      | 4    | 8     | Хавијер Асеведо      | Канада                     | 54.19    |       |
| 21      | 3    | 1     | Кај ван Вестеринг    | Холандија                  | 54.21    |       |
| 21      | 5    | 1     | Ајзек Купер          | Аустралија                 | 54.21    |       |
| 23      | 4    | 7     | Микеле Ламберти      | Италија                    | 54.22    |       |
| 24      | 3    | 7     | Александар Желтјаков | Украјина                   | 54.32    |       |
| 25      | 6    | 1     | Бредли Вудвард       | Аустралија                 | 54.34    |       |
| 26      | 3    | 5     | Тјери Болен          | Швајцарска                 | 54.35    |       |
| 27      | 2    | 8     | Максимилијан Вилсон  | Америчка Девичанска Острва | 54.49    |       |
| 28      | 3    | 4     | Адам Марана          | Израел                     | 54.61    |       |
| 29      | 3    | 6     | Марек Улрих          | Немачка                    | 54.63    |       |
| 30      | 5    | 8     | Ли Џухо              | Јужна Кореја               | 54.65    |       |
| 31      | 3    | 2     | Рику Мацујама        | Јапан                      | 54.71    |       |
| 32      | 3    | 3     | Жоао Коста           | Португалија                | 54.90    |       |
| 33      | 2    | 3     | Срихари Натараџ      | Индија                     | 55.01    |       |
| 33      | 2    | 4     | Кејн Фоловс          | Нови Зеланд                | 55.01    |       |
| 35      | 3    | 8     | Улисес Саравија      | Аргентина                  | 55.03    |       |
| 36      | 2    | 6     | Бернхард Рајцхамер   | Аустрија                   | 55.13    |       |
| 37      | 2    | 2     | Антони Ринкон        | Колумбија                  | 55.42    |       |
| 41      | 2    | 7     | Ное Панцхава         | Грузија                    | 56.46    |       |
| 38      | 2    | 1     | Језијел Моралес      | Порторико                  | 55.76    |       |
| 39      | 1    | 4     | Џек Харви            | Бермуди                    | 55.78    |       |
| 40      | 2    | 5     | Берке Сака           | Турска                     | 55.85    |       |
| 42      | 1    | 3     | Алексис Кпади        | Бенин                      | 57.61    |       |
| 43      | 1    | 5     | Јазан ел Баваб       | Палестина                  | 58.26    |       |
| 44      | 1    | 6     | Закари Грешам        | Гренада                    | 58.92    |       |
| 45      | 1    | 7     | Зик Чан              | Брунеј                     | 1:00.38  |       |
| 46      | 1    | 2     | Алан Ухи             | Тонга                      | 1:00.62  |       |

## Резултати полуфинала
Полуфиналне трке су пливане 28. јула у вечерњем делу програма, са почетком од 21.32 часова по локалном времену. Директан пласман у финале остварило је 8 такмичара са најбољим резултатима.
| Пласман | Трка | Стаза | Пливач               | НОК                       | Резултат | Нап.  |
| ------- | ---- | ----- | -------------------- | ------------------------- | -------- | ----- |
| 1       | 2    | 6     | Сју Ђају             | Кина                      | 52.02    | КВ    |
| 2       | 1    | 7     | Томас Чекон          | Италија                   | 52.58    | КВ    |
| 3       | 1    | 3     | Јоан Ндој Бруар      | Француска                 | 52.63    | КВ    |
| 3       | 1    | 4     | Питер Кеце           | Јужноафричка Република    | 52.63    | КВ KР |
| 5       | 1    | 5     | Рајан Марфи          | Сједињене Америчке Државе | 52.72    | КВ    |
| 6       | 2    | 5     | Апостолос Христу     | Грчка                     | 52.77    | КВ    |
| 7       | 2    | 7     | Оливер Морган        | Уједињено Краљевство      | 52.85    | КВ    |
| 8       | 1    | 1     | Уго Гонзалез         | Шпанија                   | 52.95    | КВ    |
| 9       | 1    | 6     | Евангелос Макријанис | Грчка                     | 52.97    |       |
| 10      | 2    | 4     | Хуберт Кош           | Мађарска                  | 52.98    |       |
| 11      | 2    | 2     | Хантер Армстронг     | Сједињене Америчке Државе | 53.11    |       |
| 12      | 1    | 2     | Мирослав Кнедла      | Чешка                     | 53.44    |       |
| 13      | 2    | 3     | Ксавери Масјук       | Пољска                    | 53.44    |       |
| 14      | 1    | 8     | Џонатон Маршал       | Уједињено Краљевство      | 53.46    |       |
| 15      | 2    | 1     | Мевен Томак          | Француска                 | 53.63    |       |
| 16      | 2    | 8     | Блејк Тирни          | Канада                    | 53.71    |       |

## Резултати финала
Финална трка је пливана 29. јула у вечерњем делу програма, са почетком од 21.27 часова по локалном времену.
| Пласман | Стаза | Пливач           | НОК                       | Резултат | Нап. |
| ------- | ----- | ---------------- | ------------------------- | -------- | ---- |
|         | 5     | Томас Чекон      | Италија                   | 52.00    |      |
| 2       | 4     | Сју Ђају         | Кина                      | 52.32    |      |
| 3       | 2     | Рајан Марфи      | Сједињене Америчке Државе | 52.39    |      |
| 4.      | 7     | Апостолос Христу | Грчка                     | 52.41    |      |
| 5.      | 6     | Питер Кеце       | Јужноафричка Република    | 52.58    | KР   |
| 6.      | 8     | Уго Гонзалез     | Шпанија                   | 52.73    |      |
| 7.      | 3     | Јоан Ндој Бруар  | Француска                 | 52.77    |      |
| 8.      | 1     | Оливер Морган    | Уједињено Краљевство      | 52.84    |      |